# Seilbahn Söll
De Seilbahn Söll was een pendelbaan gebouwd door Waagner Biro in 1985 voor Skiwelt in het skiresort van Söll. De kabelbaan is in 2005 gesloten en is in de winter van 2004-2005 voor het laatst gebruikt. De reden van de sluiting is een nieuwe skipiste die zonder deze kabelbaan gebruikt kon worden. Hierdoor werd de kabelbaan overbodig. In 2008 is de kabelbaan uit elkaar gehaald, en heeft nog een hele tijd op een weiland voor het dalstation van de HochSöll-kabelbaan gelegen. Op de website 'Seilbahn.biz' was de kabelbaan te koop aangeboden.

## Recent
De kabelbaan is waarschijnlijk in onderdelen verkocht, waarna de cabines van de seilbahn zijn geplaatst in Willingen (Duitsland). Cabine 1 wordt tegenwoordig gebruikt bij een lift als onderkomen voor medewerkers, en cabine 2 staat naast een barretje. Wat er met het framewerk eromheen is gebeurd is nog niet bekend. 

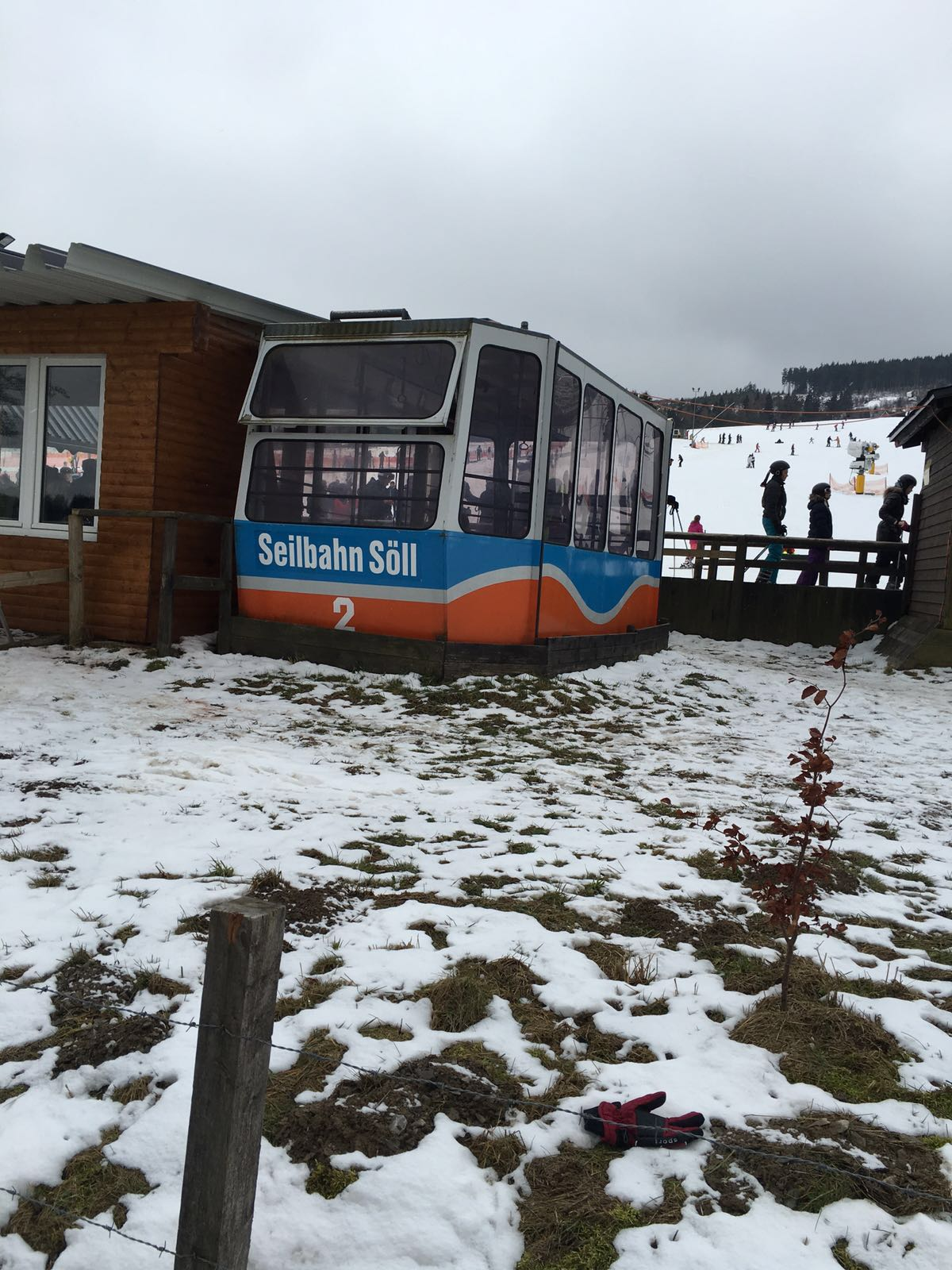
Een cabine van de seilbahn naast een barretje in Willingen.

## Prestaties
De kabelbaan heeft twee cabines waarin elk 60 personen kunnen plaatsnemen. De kabelbaan ging 10 meter per seconde, wat 36 kilometer per uur is. De kabelbaan had een capaciteit van 1020 personen per uur.